# 증미역
증미역(曾米驛, Jeungmi station)은 서울특별시 강서구 등촌동에 위치한 서울 지하철 9호선의 지하철역이다.

## 한자 역명에 관해
본 역 이름으로 사용된 '증미(曾米)'란, 원래 지명의 ‘증미’는 증미(拯米)이다. 증미산 앞에 위치한 한강 유역 지대는 폭이 좁고 물살이 세게 흘러서 양곡을 실은 조운선이 한강을 거슬러 가던 도중에 침몰하는 경우가 많았다. 증미라는 이름은 한강에서 침몰하던 조운선에서 쌀이 쏟아지는 모습을 본 인근 마을 주민들이 ‘쌀(米)을 건져냈다(拯)’고 해서 붙여진 이름이다.

## 역사
- 2008년 9월 18일 : 증미역으로 역명 결정[3]
- 2009년 7월 24일 : 서울 지하철 9호선 개화 ~ 신논현 구간 개통과 함께 영업 개시

## 역 구조
2면 2선의 상대식 승강장을 갖추고 있으며, 승강장에 스크린도어가 설치되어 있다.

### 승강장
| 가양 ↑ |
| \| 하  |
| ↓ 등촌 |

| 하행 | ● 서울 지하철 9호선 | 일반 가양 · 김포공항 · 개화 방면                                |
| 상행 | ● 서울 지하철 9호선 | 일반 당산 · 노량진 · 동작 · 신논현 · 선정릉 · 중앙보훈병원 방면 |

## 역 주변
- 강서소방서
- 이마트 가양점
- 롯데하이마트 가양점
- 등촌1동행정복지센터
- 강서구청 가양동별관
- 세현고등학교
- 개화동방면

## 이용객 변동
2009년 자료는 개통일인 2009년 7월 24일부터 12월 31일까지인 161일치만이 반영된 것이다.
| 노선  | 노선 | 일평균 인원수 (명/일) | 일평균 인원수 (명/일) | 일평균 인원수 (명/일) | 일평균 인원수 (명/일) | 일평균 인원수 (명/일) | 일평균 인원수 (명/일) | 일평균 인원수 (명/일) | 일평균 인원수 (명/일) | 일평균 인원수 (명/일) | 각주  |
| 노선  | 노선 | 2009년                | 2010년                | 2011년                | 2012년                | 2013년                | 2014년                | 2015년                | 2016년                | 2017년                | 각주  |
| ----- | ---- | --------------------- | --------------------- | --------------------- | --------------------- | --------------------- | --------------------- | --------------------- | --------------------- | --------------------- | ----- |
| 9호선 | 승차 | 3,979                 | 4,773                 | 5,335                 | 6,359                 | 7,198                 | 7,505                 | 7,396                 | 7,113                 | 6,956                 | [ 4 ] |
| 9호선 | 하차 | 3,899                 | 4,742                 | 5,353                 | 6,484                 | 7,365                 | 7,784                 | 7,557                 | 7,269                 | 7,128                 | [ 4 ] |

## 인접한 역
| 서울 지하철 9호선  | 서울 지하철 9호선        | 서울 지하철 9호선          |
| ------------------ | ------------------------ | -------------------------- |
| 907 가양 개화 방면 | ● 서울 지하철 9호선 일반 | 909 등촌 중앙보훈병원 방면 |

## 사진

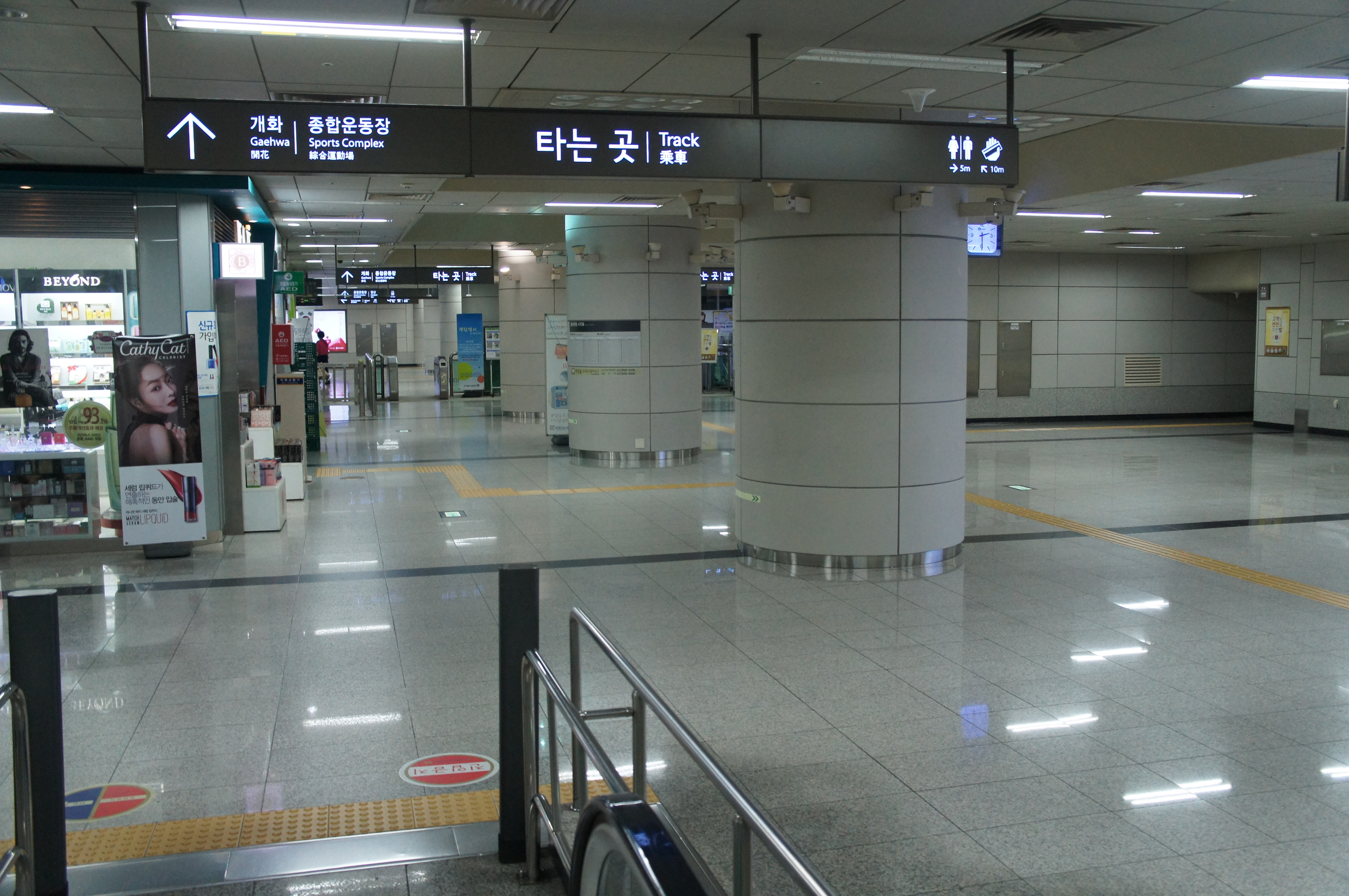
대합실
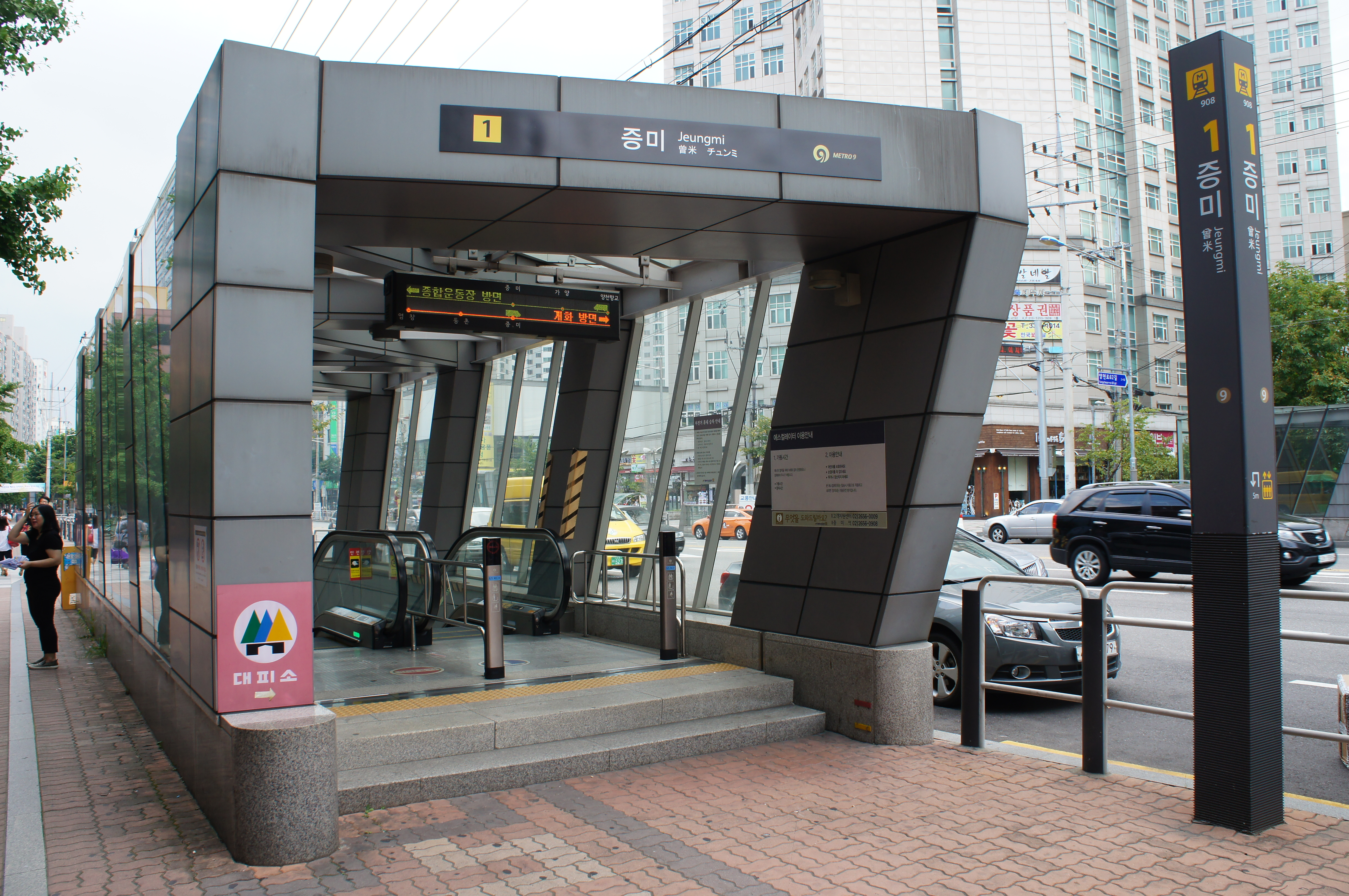
1번 출구
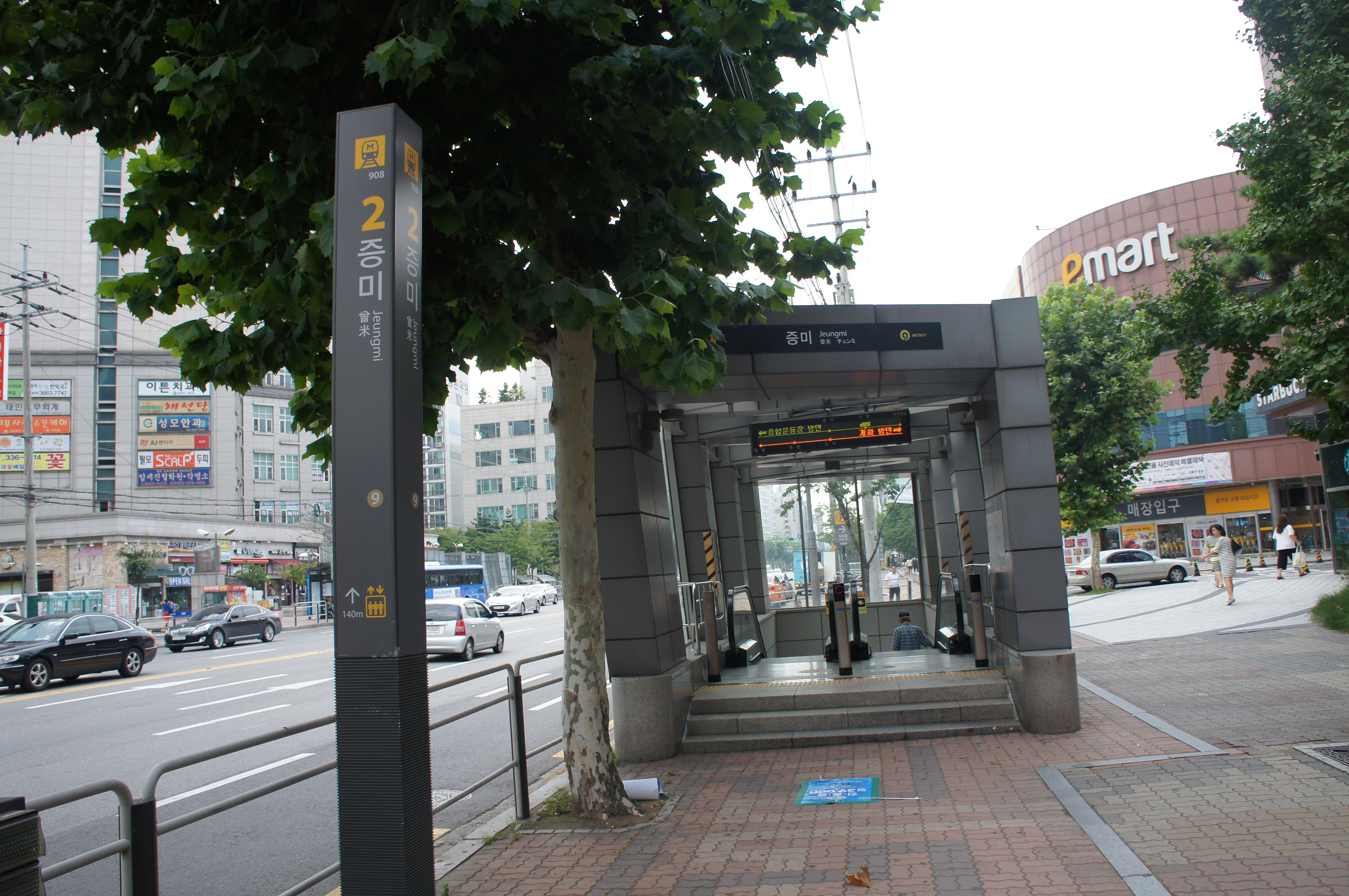
2번 출구
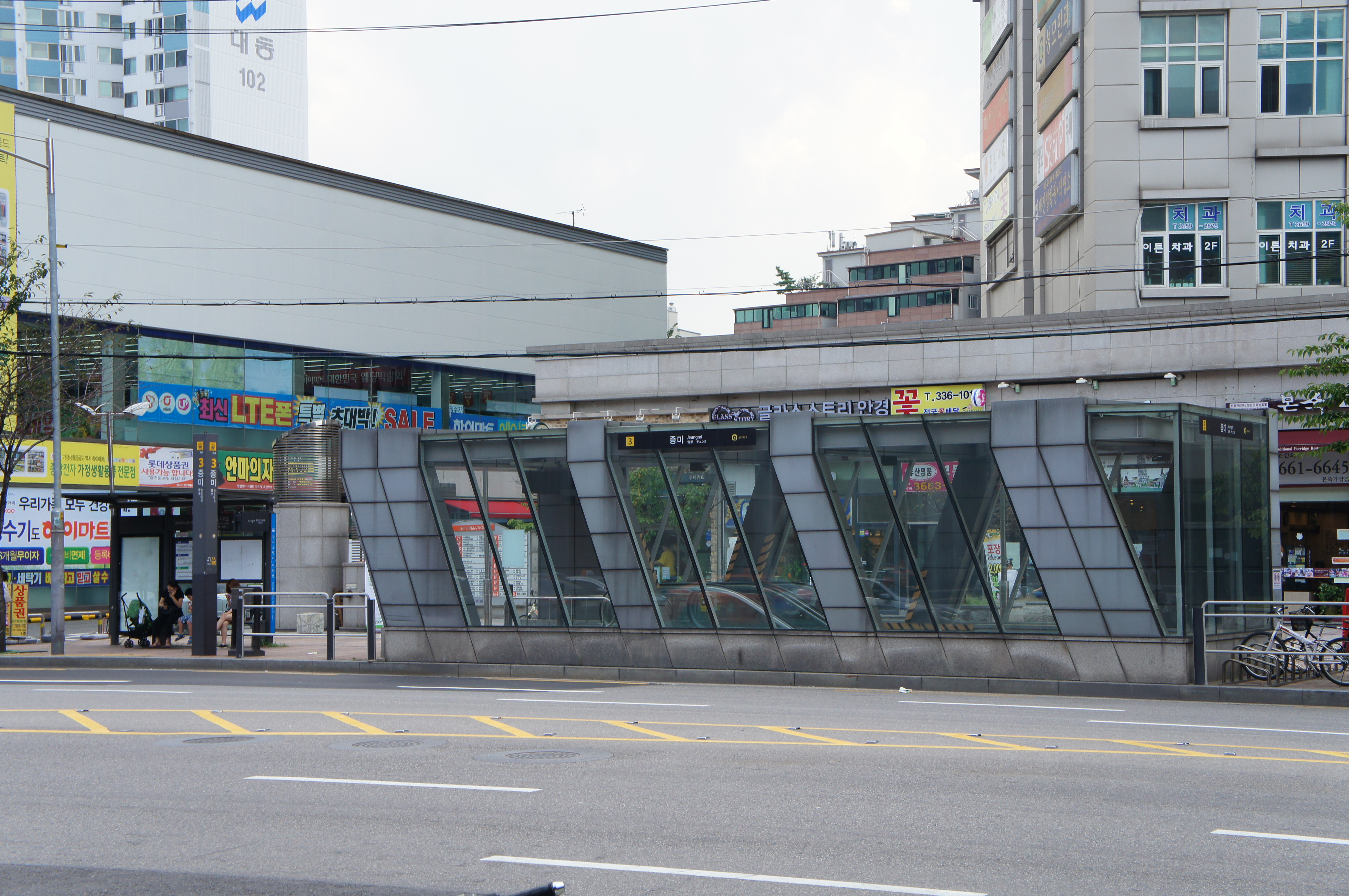
3번 출구